# Эспарцет
Эспарце́т (лат. Onobrýchis) — род растений из семейства Бобовые (Fabaceae). Известно более 200 видов, дикорастущих в средней и южной Европе, в северной Африке и в западной Азии. Это — травы, полукустарники или мелкие кустарники, обильно усаженные шипами.

## Ботаническое описание

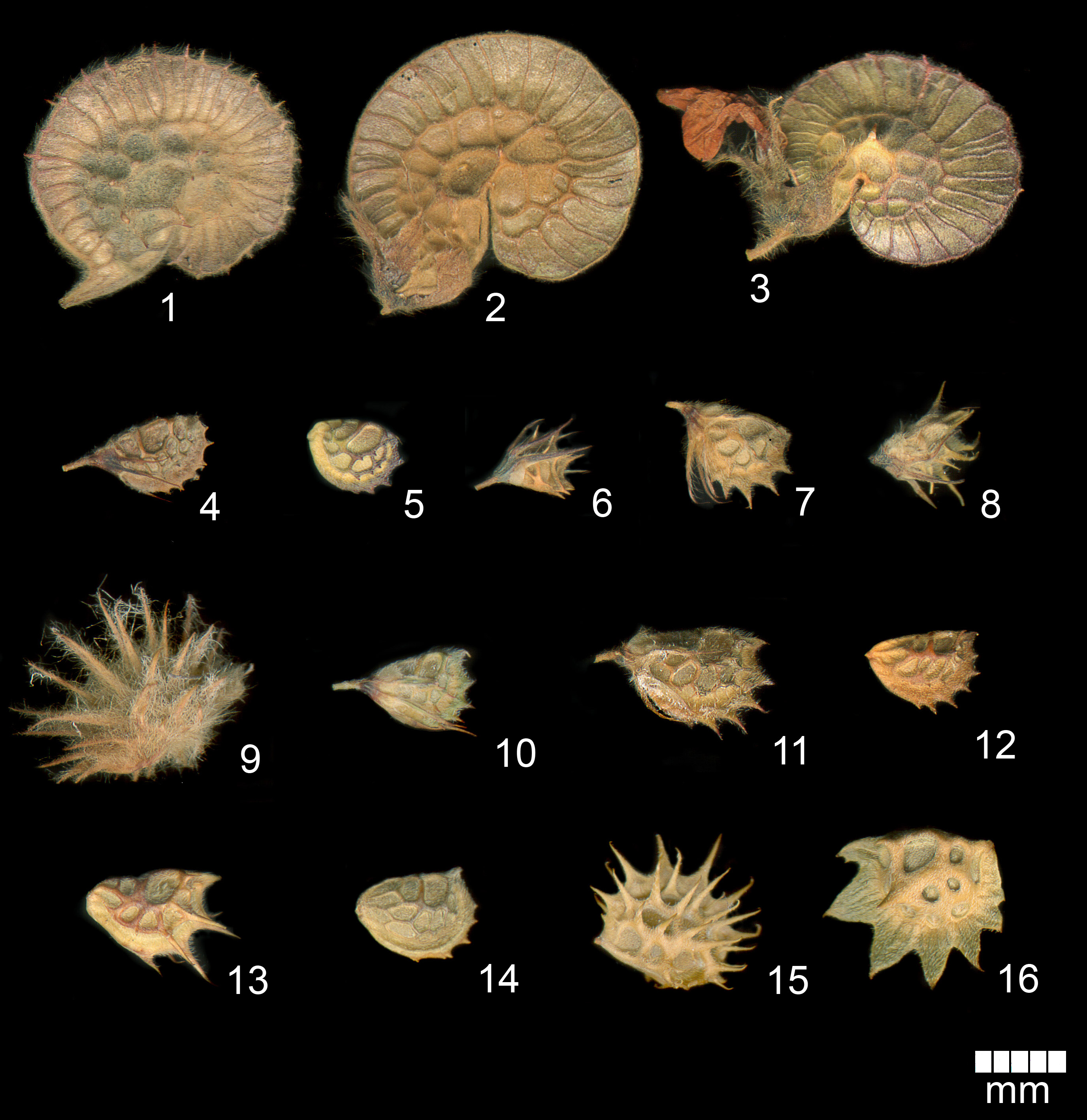
Бобы различных видов эспарцета: 1) Onobrychis hypargyrea 2) Onobrychis pallasii 3) Onobrychis radiata (sensu (Desf.) M.Bieb.?)
4) Onobrychis petraea (sensu (Willd.) Fisch.?) 5) Onobrychis supina 6) Onobrychis gracilis 7) Onobrychis stenorhiza 8) (= Onobrychis calcarea) 9) (= Onobrychis eriophora) 10) (= Onobrychis hispanica) 11) Onobrychis montana 12) (= Onobrychis tommasinii) 13) Onobrychis oxyodonta 14) Onobrychis inermis 15) Onobrychis caput-galli

Листья непарноперистые, реже все или только прикорневые из одного листочка. Прилистники перепончатые, свободные или сросшиеся. Главный черешок иногда превращается в шип.
Цветки белые, розовые, желтоватые, реже пурпурные. Собранные в пазушные кисти или в колосья. Чашечка колокольчатая, о пяти зубчиках, из которых нижний короче остальных. Флаг обратнояйцевидный или обратносердцевидный, с узким основанием, почти сидячий. Крылья обычно короче трубки чашечки, реже длиннее её, но всегда короче лодочки. Лодочка с тупой или косо притуплённой верхушкой, одинаковой длины с флагом или длиннее его. Тычинки двубратственные, верхняя тычинка свободная до основания. Пестик с короткой плодоножкой; завязь сидячая или на короткой ножке, об одной или двух семяпочках; столбик прямой или согнутый, с небольшим рыльцем.
Боб одно-, реже 2-3-семянный, одногнездный, очень редко двугнездный, нераскрывающийся, кожистый, не бывает членистым, полуокругленный или м.б. изогнутый или свернут улиткой, обычно с гребешком, по диску ячеистый, часто вооружен шипами.
Одно- или многолетники, реже колючие кустарники.

## Значение и применение

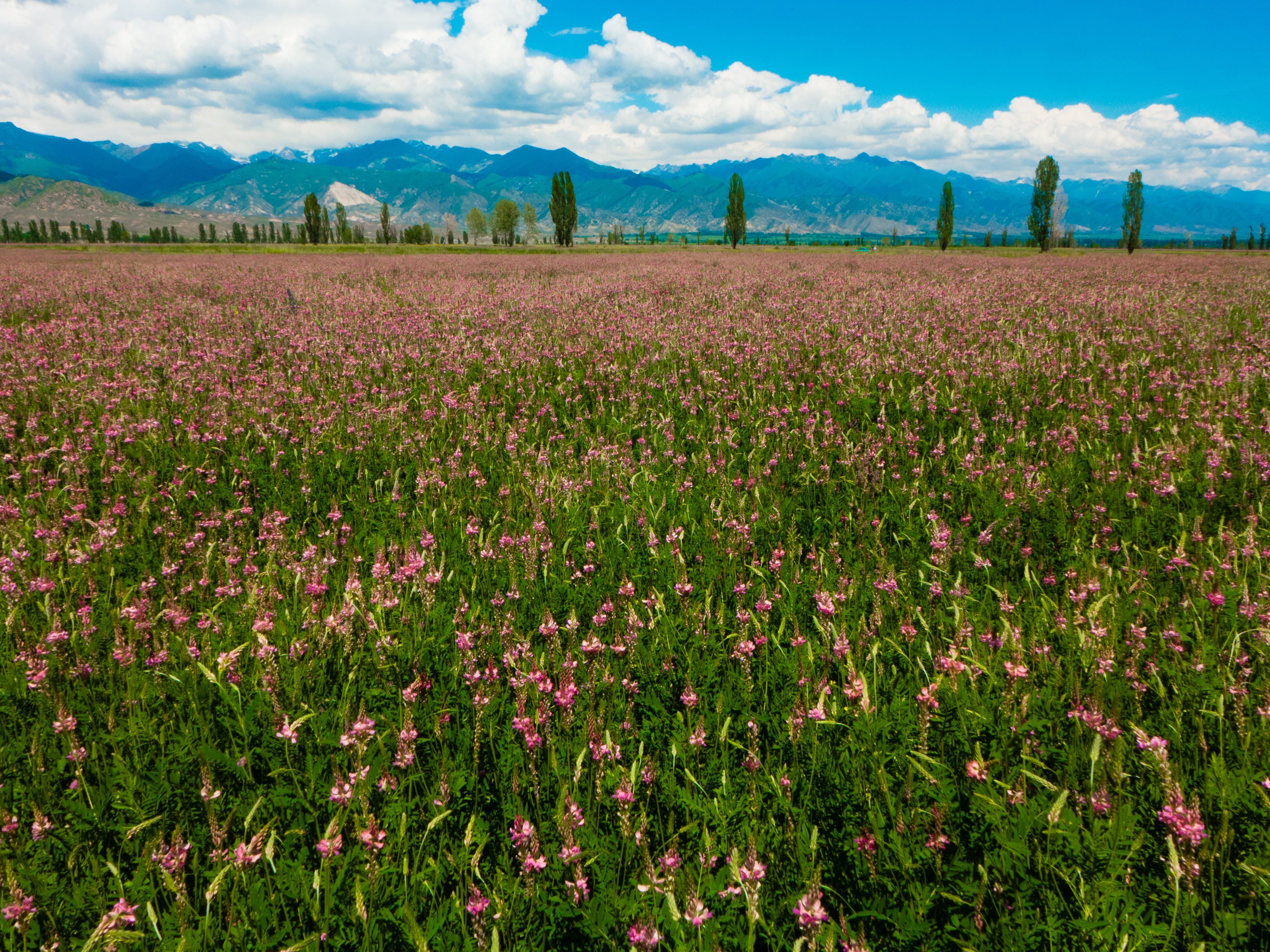
Поле эспарцета

Большинство видов — прекрасные кормовые растения с высокой урожайностью и высокой питательностью. Хорошо поедаются скотом.
Культурные эспарцеты весьма урожайны и могут с успехом культивироваться там, где культура люцерны уже не представляется возможной. Меньше, чем люцерна, страдает от заболеваний.
Некоторые представители эспарцета весьма декоративны, что почти не учтено садоводственной практикой.

## Таксономия
Onobrychis Mill. The Gardeners Dictionary 2:450. 1754.
Род Эспарцет относится к подсемейству Мотыльковые (Papilionoideae) семейства Бобовые (Fabaceae) порядка Бобовоцветные (Fabales). Таксономическая схема в соответствии с Системой APG IV по состоянию на декабрь 2023 года:
|  |                                      |  |                                   |                                   |                   |  | ещё 3 семейства | ещё 3 семейства   |                          |  |                                                              |  | еще 523 рода | еще 523 рода |  |
|  |                                      |  |                                   |                                   |                   |  | ещё 3 семейства | ещё 3 семейства   |                          |  |                                                              |  | еще 523 рода | еще 523 рода |  |
|  |                                      |  |                                   | порядок Бобовоцветные             |                   |  |                 |                   | подсемейство Мотыльковые |  |                                                              |  |              |              |  |
|  |                                      |  |                                   | порядок Бобовоцветные             |                   |  |                 |                   | подсемейство Мотыльковые |  | 220 подтвержденных видов и 15 видов, ожидающих подтверждения |  |              |              |  |
|  | отдел Цветковые, или Покрытосеменные |  |                                   |                                   | семейство Бобовые |  |                 |                   | род Эспарцет             |  |                                                              |  |              |              |  |
|  | отдел Цветковые, или Покрытосеменные |  |                                   |                                   |                   |  |                 |                   |                          |  |                                                              |  |              |              |  |
|  |                                      |  | ещё 63 порядка цветковых растений | ещё 63 порядка цветковых растений |                   |  |                 | еще 5 подсемейств | еще 5 подсемейств        |  |                                                              |  |              |              |  |
|  |                                      |  |                                   | ещё 63 порядка цветковых растений |                   |  |                 |                   | еще 5 подсемейств        |  |                                                              |  |              |              |  |

### Синонимы
- Echinolobium Desv., J. Bot. Agric. 1: 123 (1813)
- Eriocarpaea Bertol., Novi Comment. Acad. Sci. Inst. Bononiensis 6: 234 (1843)
- Dendrobrychis Galushko, Novosti Sist. Vyssh. Rast. 13: 251 (1976)
- Xanthobrychis Galushko, Fl. Severn. Kavkaza Vopr. Ist. 3: 54 (1979)

### Виды
Некоторые виды:

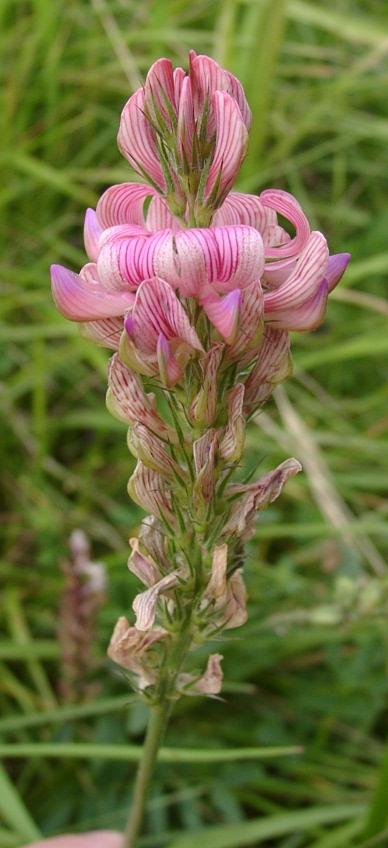
Эспарцет виколистный

- Onobrychis viciifolia Scop. (Эспарцет виколистный, или Эспарцет посевной) — наиболее распространенный вид из семейства. Дикорастущий по полям, холмам, лугам, разводится как кормовая трава. Этот вид образует много разновидностей, принимаемых некоторыми авторами за самостоятельные виды.
- Onobrychis aequidentata (Sibth. & Sm.) d'Urv. (Эспарцет равнозубчатый)
- Onobrychis alba (Waldst. & Kit.) Desv. (Эспарцет белый)
- Onobrychis arenaria DC. (Эспарцет песчаный) походит на предыдущий, но верхние листья линейные, цветки мелкие (до 9 мм), а шипы на бобах длинные (= ширине киля)
- Onobrychis bobrovii Grossh. (Эспарцет Боброва) — Дагестан
- Onobrychis caput-galli (L.) Lam. (Эспарцет петушья голова) — однолетник с разветвленными стеблями. Плоды ямчато-зубчатые на диске и с многочисленными колючими крючковатыми зубцами на гребне
- Onobrychis cornuta (L.) Desv. (Эспарцет рогообразный) — низкий колючий кустарник подушкообразного роста. В безлесых районах южного Закавказья употреблялся в качестве топлива, хорошо горит и дает много тепла.
- Onobrychis echidna Lipsky (Эспарцет ехидна) — низкий колючий кустарник, цветки фиолетово-пурпурные.
- Onobrychis gracilis Bess. (Эспарцет изящный), отличающийся линейными листьями, мелкими (до 7 мм) цветками и ещё тем, что флаг длиннее лодочки, а бобы мелкие, с зазубринками (в юго-восточной России)
- Onobrychis inermis Stev. (Эспарцет невооружённый) — почти линейные листья, длинные, густые кисти, ячеисто-морщинистые бобы, бо́льшей частью с цельным килем (в Крыму, Кубанской обл.)
- Onobrychis majorovii  Grossh. (Эспарцет Майорова) — травянистый многолетник, эндемик Дагестана.
- Onobrychis montana DC. (Эспарцет горный) — отличается укороченными простёртыми стеблями, овальными или овально-продолговатыми листьями, густыми кистями и крупными цветками (растёт на Кавказе).
- Onobrychis sibirica (Sirj.) Turcz. ex Grossh. (Эспарцет сибирский) — флаг длиннее лодочки на 2 мм, в отличие от Onobrychis arenaria и Onobrychis viciifolia[6].
- Onobrychis tomentosa Schmalh. — отличается от предыдущего серовато-шершистыми(?) бобами.
- Onobrychis vassilczenkoi Grossh. (Эспарцет Васильченко) — включён в Красную книгу Краснодарского края России и Красную книгу Украины.
- Onobrychis vulgaris Gaud. — с продолговато-линейными листками, довольно густыми кистями и бобами, с плотной оболочкой и короткими шипами, которые короче половины ширины киля (повсюду).